# Nokia Tune
Nokia Tune（ノキア・チューン）は、ノキア社製の携帯電話端末にメーカー出荷段階から搭載・設定されている着信音（着信メロディ）。Nokia Tone（ノキア・トーン）、Nokia Alert（ノキア・アラート）、などとも呼ばれる。
1902年にフランシスコ・タレガが作曲した『大ワルツ』の一モチーフを編曲したものである。
なお、Nokia ringtone あるいは Nokia ringing tone と呼ぶ場合には、特定のメロディではない「ノキア社製の携帯電話で利用できる着信音全般」を指すことになる。

## 楽譜
Nokia Tune の楽譜（全体）の一例。実際の着信音ではこれが繰り返し再生される。

## 経過
1902年、スペインの作曲家・ギタリストであるフランシスコ・タレガ（Francisco Tárrega）が、ギター独奏ワルツ『大ワルツ』（グラン・ワルツ、Gran Vals）を作曲し発表した。タレガの曲には有名なものも多いが、大ワルツはあまり有名なものではない。Nokia tune のメロディは、この曲の最初と最後に繰り返される主題（ポップス風に言えばAメロ）の一部である。
1993年、ノキア社はテレビCMの音楽（BGM）に、フランシスコ・タレガの「大ワルツ」（ギターでの演奏）を使用した。

その後ノキア社はフランシスコ・タレガの「大ワルツ」を、自社製携帯電話の着信音に1994年から採用して、現在までノキアの携帯電話に使われ続けている。

## 知名度
スマートフォンの普及以前、ノキアは世界全体における携帯電話端末のシェア30%を有し、世界最大手の携帯電話メーカーであった。スマートフォンの普及に伴うノキアの没落、マイクロソフトによる吸収を経た後においても、Nokia Tuneのコピーおよびパロディ着信音が多数存在している。
なお、かつてノキア・ジャパン株式会社が日本で販売していたNokia 6630やNokia E61などにも Nokia Tuneは搭載されているが、Nokia TuneがCMなどのサウンドロゴとして使用されることはなかった。

## 法的権利

### 商標権
国によっては、音響商標も商標登録可能である。ノキア社は Nokia Tune を商標登録し、自社のCMなどにも使用している。

例えば、アジアでは台湾（中華民国）において、 Nokia Tune（「諾基亞之歌」「諾基亞音調」）は「聲音商標」（第1228260號）として登録・保護されている（台湾での商標の所管は、中華民國經濟部智慧財產局）。なお、日本では2017年現在登録されていない。

### 著作権
Nokia tuneの著作者は作曲者のタレガである。したがって、Nokia tune の著作権はノキアではなく、タレガもしくは彼から譲渡された者が有するはずである。
しかし、タレガの没年は1909年なので、ノキアがCMに使った1993年時点には、著作権は世界中で消滅しパブリックドメインとなっていた。なお、著作権保護期間が長い国として100年のメキシコと99年のコートジボワールがあるが、メキシコの保護期間は当時75年であり、コートジボワールでは著作権が発生したスペインの保護期間が適用され（相互主義規定による）、共に消滅している。
従って、楽譜からや耳コピにより、楽器やMIDIでオリジナル音源を製作するのであれば、 Nokia Tune のメロディは自由に使える。

### 著作隣接権
Nokia tune の音源そのものは、ノキアが作成したものなので、ノキアによる著作隣接権が1994年に発生し、日本では50年後の2044年の終わりまで存在する。それまでは自由に使うことはできない。

### ノキア社公式サイト
- Nokia - Nokia Tune - Mobile revolution - Story of Nokia - Company - About Nokia - ウェイバックマシン（2009年2月9日アーカイブ分） - Nokia Tune の紹介、英語。

### ノキア社による Nokia Tune の提供
- NOKIA - It's your life in there.[リンク切れ] - 「Ring Tones & Wallpapers」を選択すると試聴・ダウンロードできる。
  - ノキア・アメリカの広告キャンペーン（キャッチコピー）。2007年 Effie Awards（エフィー賞）の TELECOM SERVICES 部門で BRONZE（青銅）（銅賞）を受賞。

- Nokia 8800 - ウェイバックマシン（2007年10月11日アーカイブ分）（北米市場向けにデザインされた型式番号は、Nokia 8801）
  - 坂本龍一の作曲・編曲による着信音（以下はいずれも、MP3ファイルへ直接リンク）
  - Forest alarm tone - ウェイバックマシン（2007年9月27日アーカイブ分）
  - Zamapara ringing tone - ウェイバックマシン（2007年9月27日アーカイブ分）
  - Dharma ringing tone - ウェイバックマシン（2007年9月27日アーカイブ分）（「ダーマ」、「ダルマ」）
  - Nokia tune - ウェイバックマシン（2007年9月27日アーカイブ分）

- english - ウェイバックマシン - 中近東の民族音楽的にアレンジされた Nokia Tune が試聴・ダウンロードできる。
  - The Nokia Tune with new musical instruments - ウェイバックマシン（SWFファイルへ直接リンク）

### Gran Vals の試聴
- Classical Guitar Midi Archives
  - http://www.classicalguitarmidi.com/subivic/Tarrega_Gran_Vals.mid （MIDIファイルへ直接リンク）
- SoundClick song info: Valse Grande by Allar Plays Tarrega - Music by Francisco Tarrega played by Allar

### その他
- Trademark "Sound Mark" Examples - 米国特許商標庁による音響商標の紹介。NOKIA として掲載。